# Ciprian Dianu
Ciprian Dianu est un footballeur roumain né le 13 janvier 1977 à Reșița.

## Carrière
- 1995-96 : Gloria Bistrița  Roumanie
- 1996-97 : FC Bihor Oradea  Roumanie
- 1997-98 : Universitatea Cluj-Napoca  Roumanie
- 1998-99 : FCM Reșița  Roumanie
- 1999-00 : FCM Reșița  Roumanie
- 2000-01 : FCM Reșița  Roumanie
- 2001-02 : FCM Reșița  Roumanie
- 2002-03 : FCM Reșița  Roumanie
- 2002-03 : FC Bihor Oradea  Roumanie
- 2003-04 : FC Bihor Oradea  Roumanie
- 2004-05 : FC Bihor Oradea  Roumanie
- 2004-05 : Diósgyőr-Balaton FC  Hongrie
- 2005-06 : Diósgyőr-Balaton FC  Hongrie
- 2005-06 : Politehnica Iași  Roumanie
- 2006-07 : Politehnica Iași  Roumanie
- 2006-07 : Zalaegerszeg TE FC  Hongrie
- 2007-08 : Dacia Mioveni  Roumanie